# Arboga (commune)
La commune d'Arboga est une commune suédoise du comté de Västmanland. Environ 14 020 personnes y vivent. Son chef-lieu se situe à Arboga.

## Localités principales
- Arboga
- Götlunda
- Medåker